# 雷維爾灣
68°40′S 63°26′W / 68.667°S 63.433°W
雷維爾灣（英語：Revelle Inlet），是南極洲的海灣，位於帕爾默地東岸，處於阿加西角和基勒角之間，寬28公里，在1928年由澳大利亞探險家發現，現時由南極條約體系管理。